# Maratona aquática no Campeonato Mundial de Esportes Aquáticos de 2017 - 25 km feminino
Os 25 km da Maratona Aquática feminina é um dos eventos do Campeonato Mundial de Esportes Aquáticos de 2017 que foi realizado no dia 21 de julho de 2017 na cidade de Budapeste, na Hungria. 

## Medalhistas
| Ouro                    | Prata                       | Bronze              |
| Ana Marcela Cunha (BRA) | Sharon van Rouwendaal (NED) | Arianna Bridi (ITA) |

## Resultados
A prova foi realizada no dia 21 de julho às 08:45. 
| Pos.              | Nadadora              | Nacionalidade  | Tempo        |
| ----------------- | --------------------- | -------------- | ------------ |
| Medalha de ouro   | Ana Marcela Cunha     | Brasil         | 5:21:58.40   |
| Medalha de prata  | Sharon van Rouwendaal | Países Baixos  | 5:22:00.80   |
| Medalha de bronze | Arianna Bridi         | Itália         | 5:22:08.20   |
| 4                 | Martina Grimaldi      | Itália         | 5:23:54.60   |
| 5                 | Anna Olasz            | Hungria        | 5:23:55.00   |
| 6                 | Anastasiya Krapyvina  | Rússia         | 5:24:03.70   |
| 7                 | Becca Mann            | Estados Unidos | 5:27:06.90   |
| 8                 | Aurélie Muller        | França         | 5:28:25.30   |
| 9                 | Chelsea Gubecka       | Austrália      | 5:28:41.60   |
| 10                | Cathryn Salladin      | Estados Unidos | 5:29:49.70   |
| 11                | Lenka Štěrbová        | Chéquia        | 5:33:04.60   |
| 12                | Onon Sömenek          | Hungria        | 5:33:05.80   |
| 13                | Lara Grangeon         | França         | 5:33:12.00   |
| 14                | Sarah Bosslet         | Alemanha       | 5:33:19.70   |
| 15                | Yumi Kida             | Japão          | 5:39:31.50   |
| 16                | Nataly Caldas         | Equador        | 5:42:38.40   |
| 17                | Valeriia Ermakova     | Rússia         | 5:45:13.90   |
| 18                | Xeniya Romanchuk      | Cazaquistão    | 5:45:56.70   |
| 19                | Betina Lorscheitter   | Brasil         | 6:05:20.00   |
| —                 | Mahina Valdivia       | Chile          | Não terminou |
| —                 | Vicenia Navarro       | Venezuela      | Não terminou |
| —                 | Angela Maurer         | Alemanha       | Não começou  |

Legenda
| Recorde mundial       | Recorde mundial (World record)               |                       | Recorde africano                      | Recorde africano (African) |                                           | Q | Classificado por posição (Qualified) |
| Recorde do campeonato | Recorde do campeonato (Championship record)  | Recorde da América    | Recorde da América (Americas)         | q                          | Classificado por melhor tempo (Qualified) |   |                                      |
| Melhor marca do ano   | Melhor marca do ano (World leading)          | Recorde asiático      | Recorde asiático (Asian)              | DNS                        | Não largou (Did not start)                |   |                                      |
| Recorde nacional      | Recorde nacional (National record)           | Recorde europeu       | Recorde europeu (European)            | DNF                        | Não terminou (Did not finish)             |   |                                      |
| Recorde pessoal       | Recorde pessoal do atleta (Personal best)    | Recorde da Oceania    | Recorde da Oceania (Oceania)          | DSQ / DQ                   | Desclassificado (Disqualified)            |   |                                      |
| Recorde da temporada  | Recorde da temporada do atleta (Season best) | Recorde sul-americano | Recorde sul-americano (South America) | NM                         | Sem marca (No mark)                       |   |                                      |